# Bactrocera versicolor
Bactrocera versicolor är en tvåvingeart som först beskrevs av Mario Bezzi 1916.  Bactrocera versicolor ingår i släktet Bactrocera och familjen borrflugor. Inga underarter finns listade.